# Waux-hall (Bergen)

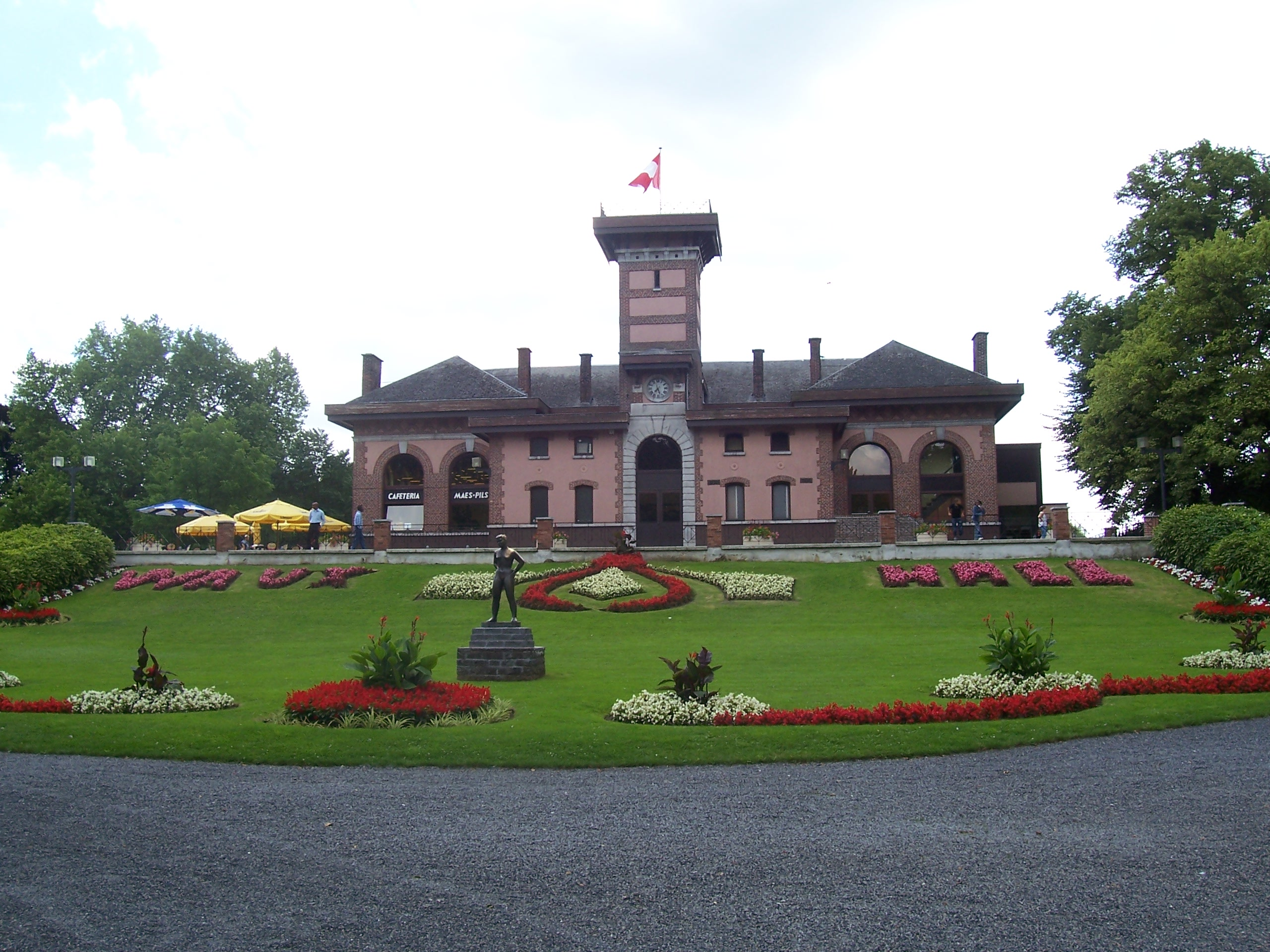
De uitspanning van Waux-hall.

Waux-hall of Wauxhall is de naam van een landschapspark met uitspanning in Bergen in de Belgische provincie Henegouwen, gelegen buiten het centrum van de stad.
De naam is afgeleid van Vauxhall. Het betreft een landschapspark van 5 ha, dat is ontworpen door de landschapsarchitect Louis Fuchs. De tuin werd aangelegd op verzoek van een aantal welgestelde burgers tussen 1862-1864. Oorspronkelijk was het een privaat park, later werd het een openbaar park.
Het park heeft een arboretum dat enkele opmerkelijke soorten bevat, zoals de zwarte walnoot (Juglans nigra), de Byzantijnse hazelaar en een treurlinde en enkele zeer oude bomen.
Voorts zijn er twee vijvers en grasvelden met honderdduizenden bolplanten. Ook staan er beelden uit de 19e en 20e eeuw.

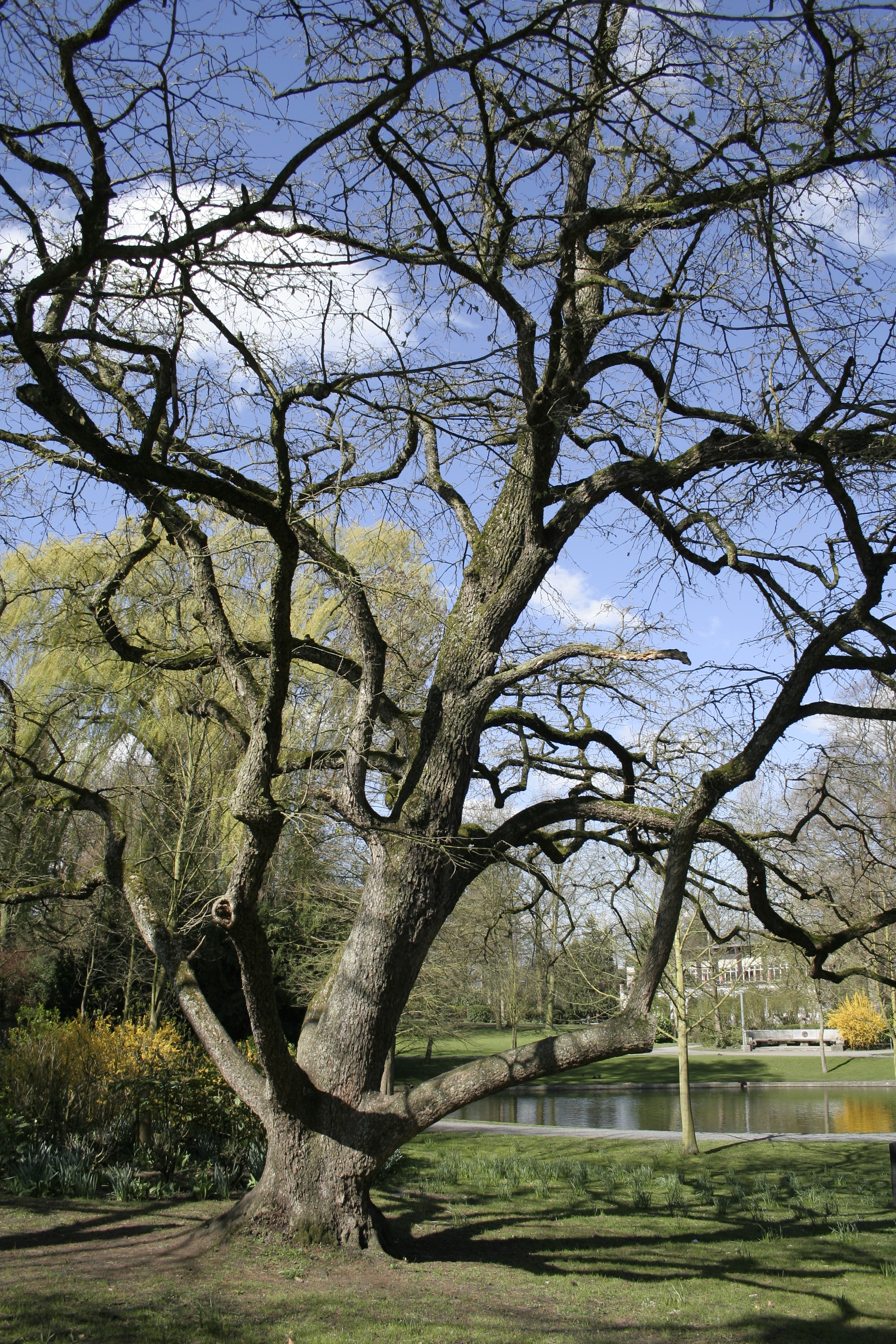
De Byzantijnse hazelaar in het park.

De uitspanning (Le pavillon principal), werd ontworpen door Joseph Hubert in guingettestijl. Ze is gebouwd boven op een fort dat door de Nederlanders werd gebouwd na 1815 en dat deel uitmaakte van de Nederlandse vestingwerken van de stad Bergen.
In 1892 werd het park eigendom van de stad Bergen en kan je er vrijetijdsbestedingen vinden zoals tennisvelden, een joggingparcours, roeibanen, speeltuinen, een fitnessruimte, et cetera.